# فاكوندو أرغيو
فاكوندو أرغيو (بالإسبانية: Facundo Argüello)‏ مواليد 4 أغسطس 1992 في كوردوبا، قرطبة، الأرجنتين، هو لاعب كرة مضرب أرجنتيني يلعب باليد اليمنى ويحتل حالياً المرتبة رقم. 121 (14 يوليو 2014) في تصنيف رابطة محترفي كرة المضرب. لعب المراحل المؤهلة في بطولة رولان غاوس المفتوحة عام 2013 وبطولة الولايات المتحدة المفتوحة. فاز عام 2014 على دييغو شفارتزمان في مباراة نهائية. تأهل أرغيو مباشرةً إلى بطولة رولان غاروس عام 2014، حيث خسر أمام المصنف رقم 43 عالمياً راديك ستيبانيك بعد فوزه بالمجموعتين الأوليتين. واجه أندي موراي في الجولة الأول ضمن بطولة رولان جاروس عام 2015، والتي فازها موراي في مجموعات مباشرة.

## النهائيات

### منفرد: 11 (4–7)
| النتيجة       | الرقم | التاريخ        | البطولة                    | الأرضية | الخصم               | النتيجة            |
| ------------- | ----- | -------------- | -------------------------- | ------- | ------------------- | ------------------ |
| المركز الثاني | 1.    | 19 سبتمبر 2010 | بيلو هوريزونتي، البرازيل   | ترابية  | روجيريو دوترا سيلفا | 4–6, 2–6           |
| المركز الثاني | 2.    | 24 يوليو 2011  | مانتا، الإكوادور           | صلبة    | براين دابيول        | 1–6, 3–6           |
| المركز الثاني | 3.    | 7 يوليو 2012   | ليما، بيرو                 | ترابية  | غويدو أندريوزي      | 3–6, 7–6(7–4), 2–6 |
| المركز الثاني | 4.    | 28 أبريل 2013  | سافانا، الولايات المتحدة   | ترابية  | رايان هاريسون       | 2–6, 7–6           |
| المركز الثاني | 5.    | 15 سبتمبر 2013 | كالي، كولومبيا             | ترابية  | فاكوندو باغنيس      | 6–2, 4–6, 3–6      |
| الفائز        | 6.    | 29 سبتمبر 2013 | بورتو أليغري، البرازيل     | ترابية  | ماكسيمو غونزاليس    | 6–4, 6–1           |
| المركز الثاني | 7.    | 6 أكتوبر 2013  | ساو باولو، البرازيل        | ترابية  | غويدو بيلا          | 1–6, 0–6           |
| المركز الثاني | 8.    | 27 أكتوبر 2013 | بوينس آيرس، الأرجنتين      | ترابية  | بابلو كويفاس        | 6–7(6–8), 6–2, 4–6 |
| الفائز        | 9.    | 13 أبريل 2014  | إيتاجاي، البرازيل          | ترابية  | دييغو شفارتزمان     | 4–6, 6–0, 6–4      |
| الفائز        | 10.   | 3 مايو 2015    | تالاهاسي، الولايات المتحدة | ترابية  | فرانسيس تيافوي      | 2–6, 7–6(7–5), 6–4 |
| الفائز        | 11.   | 27 سبتمبر 2015 | كامبيناس، البرازيل         | ترابية  | دييغو شفارتزمان     | 7–5, 6–3           |